# Мирочицкий, Фёдор Владимирович
Федор Владимирович Мирочицкий (бел. Фёдар Уладзіміравіч Мірачыцкі; 6 сентября 1936, д. Бояры Новогрудского повета Новогрудского воеводства — 5 марта 2020, Минск) — советский государственный деятель, бывший министр сельского хозяйства, член-корреспондент Академии аграрных наук Республики Беларусь (1992), лауреат премии совета министров (1981), заслуженный работник сельского хозяйства БССР (1983).

## Биография
Работал главным зоотехником совхоза, с 1964 года — директор совхоза «Слонимский» Слонимского района.
С 1969 года — заместитель министра сельского хозяйства БССР, первый заместитель министра, потом работал заместителем Председателя Госплана, первым заместителем председателя Госагропрома.
21 февраля 1991 года назначен на должность Министра сельского хозяйства и продовольствия Белорусской ССР.
28 октября 1994 освобожден от должности министра в связи с выходом в отставку.
В 1991 году был избран первым Председателем совета образовавшейся АКБ «Белагропромбанк», после отставки работал там на должности заместителя председателя правления.
Умер 5 марта 2020 года, похоронен на Восточном кладбище Минска.

## Научная деятельность
Автор 30 научных и научно-популярных работ.

## Награды
- Орден Ленина (1966).
- Два ордена Трудового Красного Знамени.
- Премия Совета Министров СССР (1976).